# Station Woking
Woking is een spoorwegstation van National Rail in Woking, Woking in Engeland. Het station is eigendom van Network Rail en wordt beheerd door South Western Railway. Het station is geopend in 1838.
Het station heeft zes perronsporen:
- Perronspoor 1: (Zijperron) Sneltreinen in de richting London Waterloo
- Perronspoor 2: (Eilandperron) Sneltreinen in de richting London Waterloo
- Perronspoor 3: (Zakspoor) Stoptreinen in de richting London Waterloo.
- Perronspoor 4: (Eilandperron) Treinen in de richting Basingstoke, Southampton, Weymouth en Salisbury.
- Perronspoor 5: (Zijperron) Treinen in de richting Guildford en Portsmouth en stoptreinen in de richting Basingstoke en Alton.
- Perronspoor 6: (Zakspoor) Zelden gebruikt